# CODOG

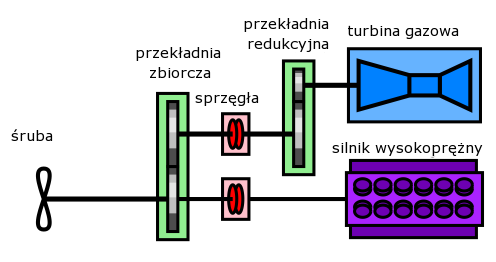
Siłownia okrętowa w układzie CODOG

CODOG (ang. Combined Diesel or Gas Turbine) – rodzaj siłowni na okręcie, składającej się z jednego lub więcej silników Diesla pracujących podczas prędkości marszowej (ekonomicznej), oraz jednej lub więcej turbin gazowych, na które jest przełączany napęd podczas prędkości maksymalnej (pościgowej).
System stosowany najczęściej w układzie jednej pary silnik-turbina na każdą z dwóch śrub napędowych. Silniki Diesla nie pracują podczas pracy turbin gazowych.
System CODOG stosowany jest na jednostkach pływających wymagających zarówno dużego zasięgu jak i doraźnej dużej mocy. Służy oszczędności paliwa. Wykorzystywany jest we współczesnych okrętach wojennych średniej wielkości, np. fregatach rakietowych.